# Belgiens Grand Prix 1978
Belgiens Grand Prix 1978 var det sjätte av 16 lopp ingående i formel 1-VM 1978.  

## Resultat
1. Mario Andretti, Lotus-Ford, 9 poäng
2. Ronnie Peterson, Lotus-Ford, 6
3. Carlos Reutemann, Ferrari, 4
4. Gilles Villeneuve, Ferrari, 3
5. Jacques Laffite, Ligier-Matra (varv 69, olycka), 2
6. Didier Pironi, Tyrrell-Ford, 1
7. Brett Lunger, BS Fabrications (McLaren-Ford)
8. Bruno Giacomelli, McLaren-Ford
9. René Arnoux, Martini-Ford
10. Alan Jones, Williams-Ford
11. Jochen Mass, ATS-Ford
12. Jacky Ickx, Ensign-Ford
13. Vittorio Brambilla, Surtees-Ford (63, motor)

### Förare som bröt loppet
- Jean-Pierre Jabouille, Renault (56, för få varv)
- Hans-Joachim Stuck, Shadow-Ford (56, snurrade av)
- Jody Scheckter, Wolf-Ford (53, snurrade av)
- Patrick Depailler, Tyrrell-Ford (51, växellåda)
- Clay Regazzoni, Shadow-Ford (40, transmission)
- Riccardo Patrese, Arrows-Ford (31, upphängning)
- Rolf Stommelen, Arrows-Ford (26, snurrade av)
- John Watson, Brabham-Alfa Romeo (18, olycka)
- Niki Lauda, Brabham-Alfa Romeo (0, olycka)
- James Hunt, McLaren-Ford (0, olycka)
- Emerson Fittipaldi, Fittipaldi-Ford (0, olycka)

### Förare som ej kvalificerade sig
- Rupert Keegan, Surtees-Ford
- Derek Daly, Hesketh-Ford
- Keke Rosberg, Theodore-Ford
- Alberto Colombo, ATS-Ford

### Förare som ej förkvalificerade sig
- Hector Rebaque, Rebaque (Lotus-Ford)
- Arturo Merzario, Merzario-Ford
- Patrick Nève, Patrick Nève (March-Ford)
- Bernard de Dryver, Patrick Nève (March-Ford)